# KeyringFLASH
KeyringFLASH（キーリングフラッシュ）とは、SWFフォーマットのデジタルコンテンツを対象とするDRM（デジタル著作権管理）ソリューション。アイドック株式会社が開発した。
FLASHの閲覧用フォーマットであるSWFが読み込むFLV、MP4、JPEG、GIF、PNG、テキスト等を暗号化できるため、動画やブック形式のコンテンツまたはそれらを組み合わせたコンテンツなど広い用途に利用が可能である。